# Xerosaprinus bispeculatus
Xerosaprinus bispeculatus är en skalbaggsart som först beskrevs av Thomas Casey 1916.  Xerosaprinus bispeculatus ingår i släktet Xerosaprinus och familjen stumpbaggar. Inga underarter finns listade i Catalogue of Life.